# Juan Manuel Correa
Juan Manuel Correa Borja (Quito, Ecuador; 9 de agosto de 1999) es un piloto de automovilismo estadounidense-ecuatoriano. En 2017 y 2018 compitió en GP3 Series y en 2019 en el Campeonato de Fórmula 2 de la FIA, volviendo a esta categoría en 2023 y 2024, donde obtuvo un podio. En 2024 debutó en el Campeonato Mundial de Resistencia de la FIA. Actualmente compite en el IMSA SportsCar Championship.

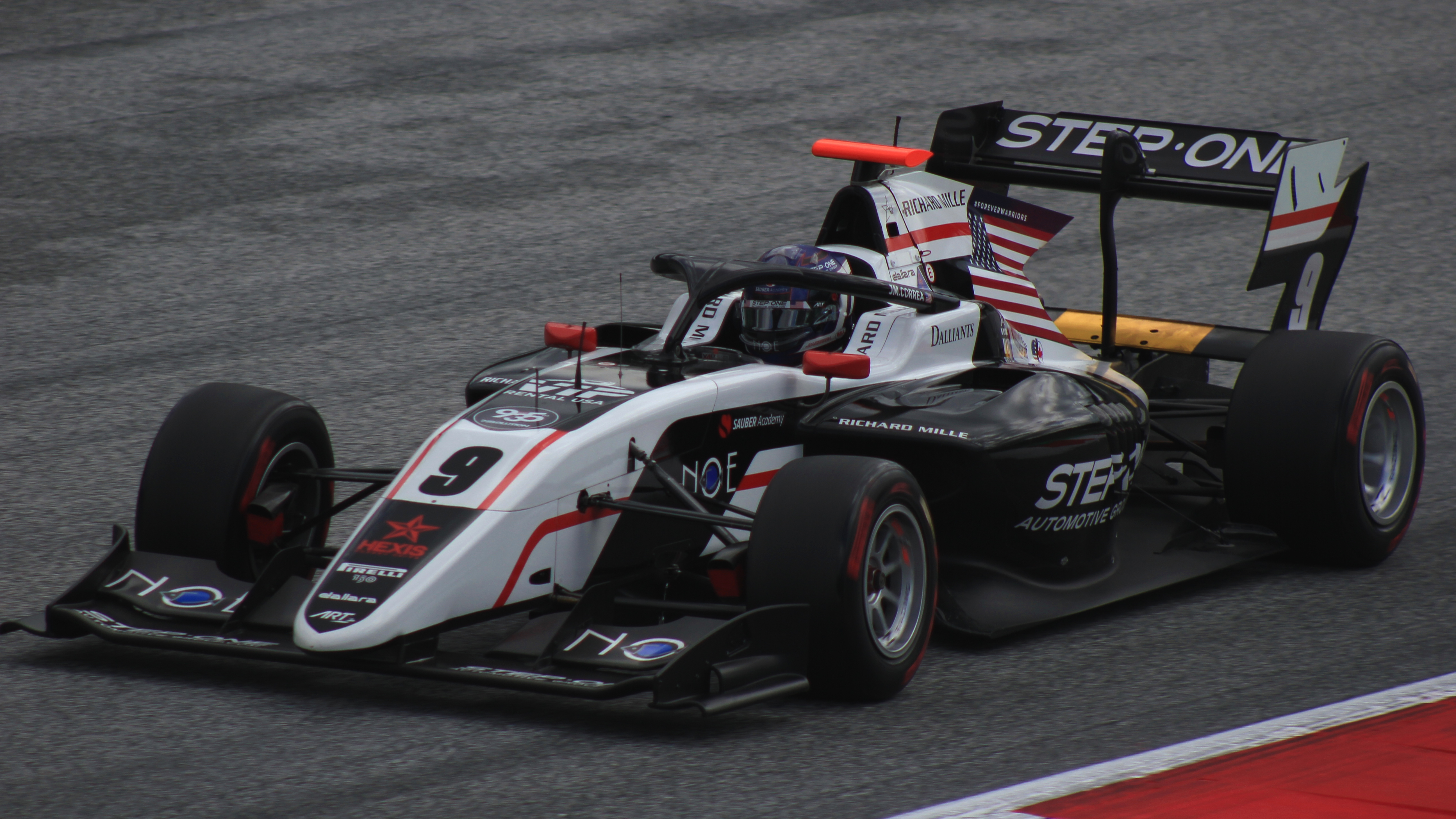
Juan Manuel Correa en FIA Fórmula 3 2022.

En 2021 y 2022 compitió en la Fórmula 3 con ART Grand Prix, tras recuperarse del accidente que sufrió en agosto de 2019 en el circuito de Spa-Francorchamps, en el cual falleció Anthoine Hubert. 
Es nieto del expresidente de la República del Ecuador Rodrigo Borja Cevallos.

## Carrera

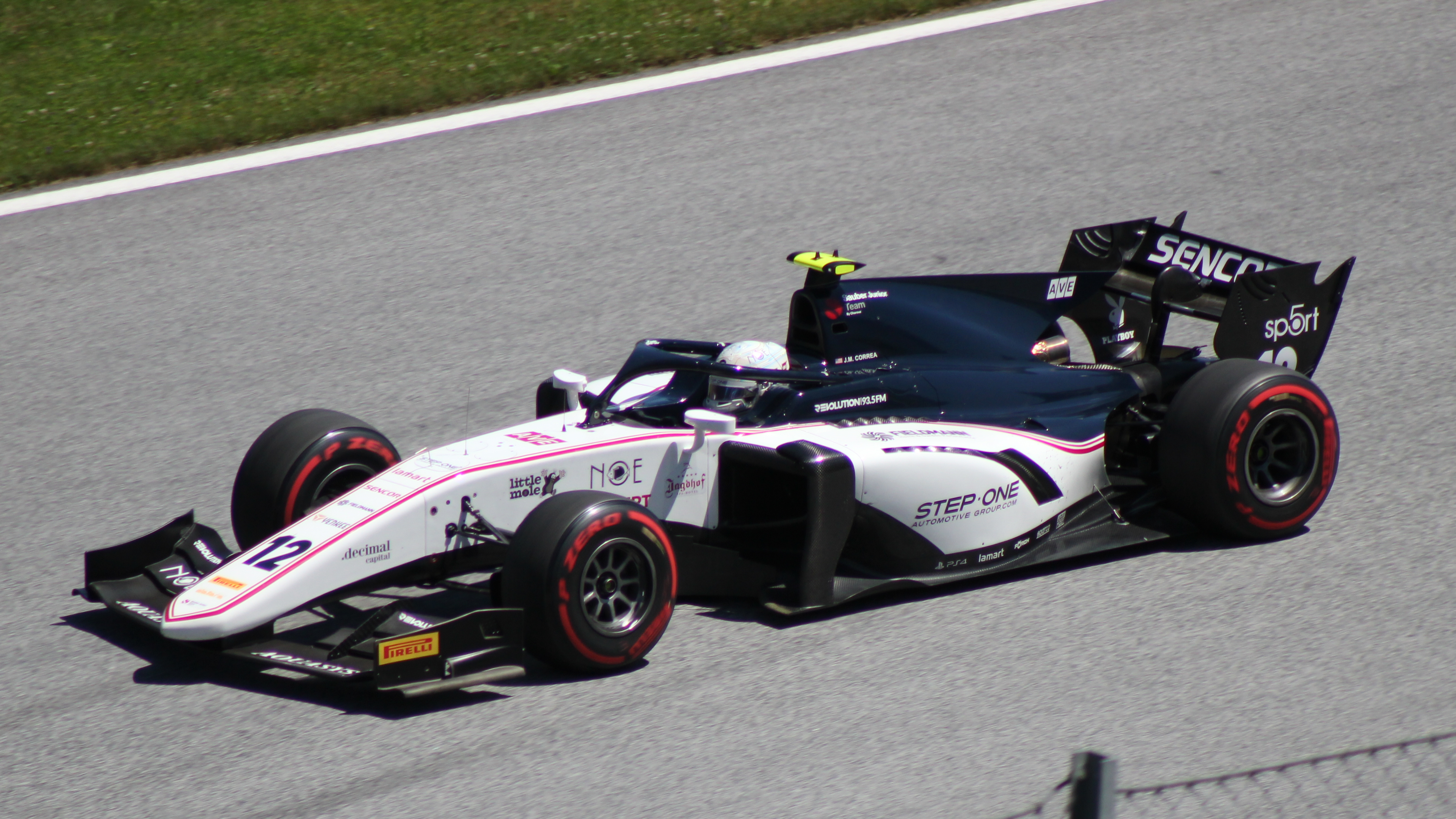
Correa en el fin de semana de carreras de Austria 2019

### Inicios
Correa inició su carrera deportiva en karting en 2008. En esta disciplina ganó campeonatos tanto en Ecuador como en Estados Unidos.
En 2016, debutó en Fórmula 4 con el equipo Prema. Sumó tres victorias y otros dos podios entre el campeonato italiano y el alemán, finalizando sexto y décimo, respectivamente. Al año siguiente repitió esa posición final en el campeonato alemán, mientras que en el italiano solamente participó en dos rondas.

### GP3 Series
En mediados de 2017, Correa fue contratado por el equipo Jenzer para correr las fechas restantes de la GP3 Series. No sumó puntos, consiguiendo dos 12.º puestos como mejores resultados.
Extendió su relación con el equipo suizo para la temporada 2018. Sumó puntos en las tres primeras competencias, y luego en ambas carreras de Hungría, Rusia y Abu Dabi. Finalizó en la 12.a posición en el campeonato con 42 unidades, más de 30 que su compañera Tatiana Calderón. También ese año fue cuarto en la Toyota Racing Series con dos triunfos.

### Fórmula 2
Correa pasó a la Fórmula 2 en 2019 con el Sauber Junior Team by Charouz. Fue compañero de Callum Ilott. Logró su primer podio en la ronda de Bakú, seguido de otro en la ronda de Le Castellet, ambas en las carreras cortas.

#### Accidente en Spa
En día 31 de agosto de 2019 se llevaba a cabo la primera competencia de la F2 en Spa. En la vuelta 2 de competencia se produjo un accidente que tuvo como principales implicados a Juan Manuel y al francés Anthoine Hubert. El monoplaza de Correa impactó al de Hubert a gran velocidad a la salida de la curva Eau Rouge/Raidillon, causando heridas que provocarían la muerte del francés. Correa sufrió fracturas en ambas piernas y lesiones vertebrales menores y fue traslado a un hospital en Lieja, donde se le realizó una operación y fue ingresado a cuidados intensivos.
Días después, la familia emitió un comunicado afirmando que el estado del piloto era «crítico pero estable» y que había permanecido consciente después del accidente. El día 7 de septiembre, se comunicó que había sido diagnosticado con un síndrome de dificultad respiratoria aguda después de ser transferido a una unidad de cuidados intensivos en Londres, y que había sido puesto en coma inducido bajo el apoyo de OMEC.
El 20 de septiembre, otro comunicado informó que Correa había sido sacado del coma inducido. Según la familia, la prioridad médica dejaron de ser los pulmones y pasaron a ser sus piernas. El piloto se sometió a cirugías para la reconstrucción de sus piernas, principalmente la derecha. En inicios del mes de octubre, Juan Manuel apareció por primera vez en redes sociales, y a finales de mes publicó un video que mostraba cómo caminaba por primera vez luego del accidente. Según el propio piloto, la rehabilitación llevará un año.

### Fórmula 1
Durante sus años en karts, Juan Manuel perteneció a la academia de pilotos de Lotus F1. En 2019 integró el Sauber Junior Team y fue piloto de desarrollo del equipo Alfa Romeo de Fórmula 1. En 2021 volvió a ser reclutado por el programa suizo.

### Fórmula 3
Tras un año de reahabilitación, el 1 de febrero de 2021, fue confirmado su fichaje por ART Grand Prix para disputar el Campeonato de Fórmula 3 de la FIA y regresar a las pistas tras el accidente de Spa.

## Resumen de carrera
| Temporada | Categoría                                          | Equipo                        | Carreras     | Victorias    | Poles        | VR           | Podios       | Puntos       | Pos.         |
| --------- | -------------------------------------------------- | ----------------------------- | ------------ | ------------ | ------------ | ------------ | ------------ | ------------ | ------------ |
| 2016      | ADAC Fórmula 4                                     | Prema Powerteam               | 24           | 0            | 0            | 2            | 1            | 91           | 10.º         |
| 2016      | Campeonato de Italia de Fórmula 4                  | Prema Powerteam               | 18           | 3            | 2            | 1            | 4            | 105.5        | 6.º          |
| 2017      | ADAC Fórmula 4                                     | Prema Powerteam               | 15           | 0            | 0            | 1            | 1            | 86           | 10.º         |
| 2017      | Campeonato de Italia de Fórmula 4                  | Prema Powerteam               | 6            | 0            | 0            | 0            | 0            | 10           | NC†          |
| 2017      | GP3 Series                                         | Jenzer Motorsport             | 7            | 0            | 0            | 0            | 0            | 0            | 21.º         |
| 2018      | GP3 Series                                         | Jenzer Motorsport             | 18           | 0            | 0            | 0            | 0            | 42           | 12.º         |
| 2018      | Toyota Racing Series                               | M2 Competition                | 15           | 2            | 1            | 2            | 3            | 756          | 4.º          |
| 2019      | Campeonato de Fórmula 2 de la FIA                  | Sauber Junior Team by Charouz | 18           | 0            | 0            | 0            | 2            | 36           | 13.º         |
| 2021      | Campeonato de Fórmula 3 de la FIA                  | ART Grand Prix                | 20           | 0            | 0            | 0            | 0            | 11           | 21.º         |
| 2022      | Campeonato de Fórmula 3 de la FIA                  | ART Grand Prix                | 16           | 0            | 0            | 0            | 1            | 39           | 13.º         |
| 2022      | Campeonato de Fórmula 2 de la FIA                  | Van Amersfoort Racing         | 2            | 0            | 0            | 0            | 0            | 0            | 27.º         |
| 2023      | Campeonato de Fórmula 2 de la FIA                  | Van Amersfoort Racing         | 26           | 0            | 0            | 0            | 0            | 13           | 19.º         |
| 2023      | Campeonato Mundial de Resistencia de la FIA - LMP2 | Prema Racing                  | 4            | 0            | 0            | 0            | 0            | 34           | 15.º         |
| 2024      | Campeonato de Fórmula 2 de la FIA                  | DAMS Lucas Oil                | 24           | 0            | 0            | 0            | 1            | 31           | 18.º         |
| 2025      | IMSA SportsCar Championship - LMP2                 | United Autosports USA         | Disputándose | Disputándose | Disputándose | Disputándose | Disputándose | Disputándose | Disputándose |
| 2025      | Indy NXT                                           | HMD Motorsports               | Disputándose | Disputándose | Disputándose | Disputándose | Disputándose | Disputándose | Disputándose |
| Fuente:   |                                                    |                               |              |              |              |              |              |              |              |

- † Correa fue piloto invitado, por lo tanto no fue apto para sumar puntos.

## Resultados

### GP3 Series
(Clave) (negrita indica pole position) (cursiva indica vuelta rápida puntuable)

| Año  | Escudería         | 1   | 1   | 2   | 2   | 3   | 3   | 4   | 4   | 5   | 5   | 6   | 6   | 7   | 7   | 8   | 8   | 9   | 9   | Pos. | Puntos | Ref.   |
| ---- | ----------------- | --- | --- | --- | --- | --- | --- | --- | --- | --- | --- | --- | --- | --- | --- | --- | --- | --- | --- | ---- | ------ | ------ |
| 2017 | Jenzer Motorsport | BAR | BAR | SPI | SPI | SIL | SIL | BUD | BUD | SPA | SPA | MNZ | MNZ | JER | JER | YMC | YMC |     |     | 21.º | 0      | [ 18 ] |
| 2017 | Jenzer Motorsport |     |     |     |     |     |     |     |     | 15  | Ret | Ret | C   | 15  | 16  | 12  | 12  |     |     | 21.º | 0      | [ 18 ] |
| 2018 | Jenzer Motorsport | BAR | BAR | LEC | LEC | SPI | SPI | SIL | SIL | BUD | BUD | SPA | SPA | MNZ | MNZ | SOC | SOC | YMC | YMC | 12.º | 42     | [ 19 ] |
| 2018 | Jenzer Motorsport | 8   | 4   | 9   | 12  | 19  | 13  | Ret | 15  | 7   | 5   | 11  | 10  | 17  | Ret | 9   | 5   | 8   | 6   | 12.º | 42     | [ 19 ] |

### Campeonato de Fórmula 2 de la FIA
(Clave) (negrita indica pole position) (cursiva indica vuelta rápida puntuable)

| Año  | Escudería                     | 1   | 1   | 2   | 2   | 3   | 3   | 4   | 4   | 5   | 5   | 6   | 6   | 7   | 7   | 8   | 8   | 9   | 9   | 10  | 10  | 11  | 11  | 12  | 12  | 13  | 13  | 14  | 14  | Pos. | Puntos | Ref.   |
| ---- | ----------------------------- | --- | --- | --- | --- | --- | --- | --- | --- | --- | --- | --- | --- | --- | --- | --- | --- | --- | --- | --- | --- | --- | --- | --- | --- | --- | --- | --- | --- | ---- | ------ | ------ |
| 2019 | Sauber Junior Team by Charouz | SAK | SAK | BAK | BAK | BAR | BAR | MON | MON | LEC | LEC | SPI | SPI | SIL | SIL | BUD | BUD | SPA | SPA | MNZ | MNZ | SOC | SOC | YMC | YMC |     |     |     |     | 13.º | 36     | [ 20 ] |
| 2019 | Sauber Junior Team by Charouz | 16  | 18  | 7   | 2   | Ret | 15  | 16† | 12  | 7   | 2   | 11  | 10  | 12  | 10  | 14  | 14  | C   | C   |     |     |     |     |     |     |     |     |     |     | 13.º | 36     | [ 20 ] |
| 2022 | Van Amersfoort Racing         | SAK | SAK | YED | YED | IMO | IMO | BAR | BAR | MON | MON | BAK | BAK | SIL | SIL | SPI | SPI | LEC | LEC | BUD | BUD | SPA | SPA | ZAN | ZAN | MNZ | MNZ | YMC | YMC | 27.º | 0      | [ 21 ] |
| 2022 | Van Amersfoort Racing         |     |     |     |     |     |     |     |     |     |     |     |     |     |     |     |     |     |     |     |     |     |     |     |     |     |     | 18  | 17  | 27.º | 0      | [ 21 ] |
| 2023 | Van Amersfoort Racing         | SAK | SAK | YED | YED | MEL | MEL | BAK | BAK | MON | MON | BAR | BAR | SPI | SPI | SIL | SIL | BUD | BUD | SPA | SPA | ZAN | ZAN | MNZ | MNZ | YMC | YMC |     |     | 19.º | 13     | [ 22 ] |
| 2023 | Van Amersfoort Racing         | 10  | 10  | 14  | 18  | 14  | 10  | 6   | 13  | 16  | 14  | Ret | 11  | 4   | 18  | 19  | 11  | 20  | 9   | 16  | 16  | 4   | 10  | 15  | 14  | Ret | 13  |     |     | 19.º | 13     | [ 22 ] |
| 2024 | DAMS Lucas Oil                | SAK | SAK | YED | YED | MEL | MEL | IMO | IMO | MON | MON | BAR | BAR | SPI | SPI | SIL | SIL | BUD | BUD | SPA | SPA | MNZ | MNZ | BAK | BAK | LUS | LUS | YMC | YMC | 18.º | 31     | [ 23 ] |
| 2024 | DAMS Lucas Oil                | 12  | Ret | Ret | 14  | 11  | 14  | 15  | 8   | 12  | 5   | 8   | 3   | 16  | 14  | 12  | 20  | 8   | 16  | 17  | 11  | 17  | Ret | 15  | Ret |     |     |     |     | 18.º | 31     | [ 23 ] |

### Campeonato de Fórmula 3 de la FIA
(Clave) (negrita indica pole position) (cursiva indica vuelta rápida puntuable)

| Año  | Escudería      | 1   | 1   | 1   | 2   | 2   | 2   | 3   | 3   | 3   | 4   | 4   | 4   | 5   | 5   | 5   | 6   | 6   | 6   | 7   | 7   | 7   | Pos. | Puntos | Ref.   |
| ---- | -------------- | --- | --- | --- | --- | --- | --- | --- | --- | --- | --- | --- | --- | --- | --- | --- | --- | --- | --- | --- | --- | --- | ---- | ------ | ------ |
| 2021 | ART Grand Prix | BAR | BAR | BAR | LEC | LEC | LEC | SPI | SPI | SPI | BUD | BUD | BUD | SPA | SPA | SPA | ZAN | ZAN | ZAN | SOC | SOC | SOC | 21.º | 11     | [ 24 ] |
| 2021 | ART Grand Prix | 15  | 10  | 14  | 6   | 16  | 9   | 10  | 24  | 14  | 14  | 14  | 14  | 22  | 18  | 21  | 28  | 17  | 27  | 9   | C   | 11  | 21.º | 11     | [ 24 ] |

| Año  | Escudería      | 1   | 1   | 2   | 2   | 3   | 3   | 4   | 4   | 5   | 5   | 6   | 6   | 7   | 7   | 8   | 8   | 9   | 9   | Pos. | Puntos | Ref.   |
| ---- | -------------- | --- | --- | --- | --- | --- | --- | --- | --- | --- | --- | --- | --- | --- | --- | --- | --- | --- | --- | ---- | ------ | ------ |
| 2022 | ART Grand Prix | SAK | SAK | IMO | IMO | BAR | BAR | SIL | SIL | SPI | SPI | BUD | BUD | SPA | SPA | ZAN | ZAN | MNZ | MNZ | 13.º | 39     | [ 25 ] |
| 2022 | ART Grand Prix | 9   | 4   |     |     | 5   | 10  | 21  | Ret | Ret | 10  | 12  | 6   | 17  | 15  | 2   | 24  | 13  | 24  | 13.º | 39     | [ 25 ] |